# Chrysoplectrum albovenae
Chrysoplectrum albovenae är en fjärilsart som beskrevs av Bell 1932. Chrysoplectrum albovenae ingår i släktet Chrysoplectrum och familjen tjockhuvuden. Inga underarter finns listade i Catalogue of Life.